# Коридорас гвіанський
Коридорас гвіанський (Corydoras guianensis) — вид сомоподібних риб з роду Коридорас підродини Corydoradinae родини Панцирні соми.

## Опис
Загальна довжина досягає 4,2-5 см. Зовнішністю схожий на вид Corydoras sanchesi. Самиця трохи більша за самця. Голова помірно велика. Очі середнього розміру. Рот витягнуто додолу, з 3 видовженими вусиками. Спинний плавець має 7 променів. Грудні плавці витягнуті до черевних плавців. Жировий плавець маленький. Анальний плавець трохи більше за жировий. Хвостовий плавець з широкий лопатями, розділений.
Забарвлення блідого золотаво-коричневого кольору. Увесь тулуб вкрито дрібними сірими цяточками. Поперек очей проходить темно-сіра смуга. Нижня частина цього коридораса блідіша за боки та спину.

## Спосіб життя
Є демерсальною рибою. Воліє до прісної та чистої води. Зустрічається у затоках та струмках з піщаним дном. Утворює косяки у 20-30 особин. Вдень ховається серед уламків скель, під колодами або корчами. Активний у присмерку та вночі. Живиться переважно
Тривалість життя становить до 7 років.

## Розповсюдження
Зустрічається у річках Французької Гвіани і Суринаму.